# Pauline Melville
Pauline Melville (sinh năm 1948) là một nhà văn và nữ diễn viên gốc Guyana, có tổ tiên hỗn hợp giữa châu Âu và Amerindian, hiện đang sống ở London, Anh. Trong số các giải thưởng mà bà nhận được cho bài viết của mình là Giải thưởng Nhà văn Khối thịnh vượng chung, Giải thưởng Tiểu thuyết Người giám hộ, Giải thưởng Tiểu thuyết đầu tiên của Whitbread và Giải thưởng Guyanabà cho Văn học. Salman Rushdie đã nói: "Tôi tin rằng bà ấy là một trong số ít các nhà văn nguyên bản thực sự nổi lên trong những năm gần đây." 

## Tiểu sử
Melville được sinh ra ở Guyana; mẹ bà là người Anh và cha bà là Guyan  thuộc chủng tộc hỗn hợp, "một phần người Mỹ gốc Ấn Độ, châu Phi và người Scotland".
Một diễn viên chuyên nghiệp trước khi bà trở thành nhà văn, Melville đã xuất hiện trong các bộ phim có Mona Lisa (vai người vợ ghẻ lạnh của Bob Hoskins), với vai Dora trong The Long Good Friday. Bà cũng xuất hiện trong các chương trình truyền hình: với tư cách là mẹ của Vyvyan trong loạt phim hài của đài truyền hình BBC The Young Ones; vai Yvonne trong Girls on Top, trong số các vai trò khác.
Cuốn sách đầu tiên của Melville, Shape-Shifter (1990), một tập truyện ngắn, đã giành giải thưởng Nhà văn Khối thịnh vượng chung năm 1991 (Người chiến thắng chung cuộc, Cuốn sách đầu tiên hay nhất), Giải thưởng tiểu thuyết Người giám hộ, và Giải thưởng Bút bạc PEN/Macmillan. Một số câu chuyện liên quan đến cuộc sống hậu thuộc địa ở Caribbean, đặc biệt là ở Guyana quê hương của bà, cũng như một số câu chuyện được đặt ở London. Nhiều nhân vật của bà, hầu hết trong số họ đã di dời những người từ các thuộc địa cũ đang đấu tranh để có được một cuộc sống mới ở Anh, cố gắng tìm một danh tính, để hòa giải quá khứ của họ và thoát khỏi sự bồn chồn ám chỉ trong tiêu đề. Salman Rushdie mô tả bộ sưu tập là "đặc biệt sắc nét, hài hước, nguyên bản... một phần ma thuật Caribbean, một phần bụi bặm ở London, được viết bằng ngôn ngữ tắc kè hoa trơn tuột, là một niềm vui thường xuyên".
Cuốn tiểu thuyết đầu tiên của bà, The Ventriloquist's Tale (1997), đã giành giải thưởng tiểu thuyết đầu tiên của Whitbread, Giải thưởng Guyana cho văn học, và được lọt vào danh sách giải thưởng Orange dành cho tiểu thuyết. Trong cuốn sách - mà một nhà phê bình mô tả là "một cái nhìn độc đáo về những xung đột của những cách cổ xưa và hiện đại"  - Melville khám phá bản chất của tiểu thuyết và kể chuyện và viết về tác động của thực dân châu Âu đối với Guyan Amerindian thông qua câu chuyện về một anh và chị.
Bộ sưu tập năm 1998 của bà, The Migration of Ghosts (1998), là một cuốn sách gồm những câu chuyện phức tạp về sự dịch chuyển vật lý và cảm xúc. Theo một nhà phê bình: "Cảm giác nhịp độ tuyệt vời là kỹ năng đầu tiên của Melville gây ấn tượng với người đọc về bộ sưu tập đầy mê hoặc này. Thứ hai là món quà dành cho giọng nói của bà ấy... Bà ấy có một phạm vi đáng kinh ngạc, từ người Ấn Độ ở London tổ chức lễ hội hóa trang, đến người Ấn Độ Macusi tự giác, bực bội do người chồng người Anh có đầu óc của mình mang đến một đám cưới ở London, đến cáu kỉnh Người vợ Canada có chồng đã được gửi đến Guyana trong hai năm để làm kẻ nói dối không chính thức cho một tập đoàn khai thác mỏ. Ma thuật hiện thực là nhãn hiệu mà hầu hết độc giả và các nhà phê bình sẽ dán vào tác phẩm của Melville... đó là một mô tả thích hợp nhưng không đầy đủ. Hàng tá câu chuyện tràn ra với sự hỗn loạn âm nhạc và sự hài hước lém lỉnh.... Phép thuật trong những câu chuyện lập dị của Melville không phải là tốt hay xấu, trắng hay đen, mà là ma thuật của số nhiều đáng quý và nhiều khả năng của cuộc sống. " 
Cuốn tiểu thuyết Eat Air của bà, xuất bản năm 2009, được The Independent gọi là "một màn trình diễn điêu luyện, chơi đùa với các nhân vật phi thường".
Được phỏng vấn vào năm 2010, bà nói: "Trở thành một nhà văn giống như là người dọn dẹp cửa sổ trong một ngôi nhà hoặc một lâu đài nơi các cửa sổ bị che khuất bởi bụi bẩn và bụi bẩn. Viết giống như làm sạch các cửa sổ để mọi người có thể nhìn thấy thế giới mà họ chưa từng thấy trước đây. " 
Vào tháng 11 năm 2012, Melville đã có một bài giảng với tựa đề "Văn học Guyan, Chủ nghĩa hiện thực kỳ diệu và sự kết nối Nam Mỹ" trong loạt bài giảng tưởng niệm Edgar Mittelholzer tại Umana Yana ở Georgetown.

## Giải thưởng
- 1990 Giải thưởng Nhà văn Khối thịnh vượng chung (Người chiến thắng chung cuộc, Cuốn sách đầu tiên hay nhất) cho Người tạo hình
- Giải thưởng tiểu thuyết người giám hộ năm 1990 cho Shape-Shifter
- 1991 PEN / Macmillan Silver Pen Award cho Shape-Shifter
- 1997 Giải thưởng tiểu thuyết đầu tiên Whitbread  cho Câu chuyện của Ventriloquist
- Giải thưởng Orange cho tiểu thuyết năm 1998 (danh sách rút gọn) cho The Ventriloquist's Tale
- Giải thưởng Guyana dành cho văn học năm 1998 cho câu chuyện của đạo diễn

## Đóng phim
- Ulysses (1967)
- Xa khỏi đám đông Madding (1967), với tư cách là Bà. Cao
- Thứ sáu tốt lành dài (1980), với vai Dora
- Boom Boom, Out Go the Lights (1981), như chính mình
- Bệnh viện Britannia (1982), với tên Clarissa
- Scrubbers (1983), như Crow
- White City (1985), với tư cách là người phụ nữ trong văn phòng dole
- Mona Lisa (1986), như Bình minh
- Làm thế nào để đi trước trong quảng cáo (1989), với tư cách là Bà Than khóc
- Nhà của Bernarda Alba (1991) (TV), với tên Prudencia
- Utz (1992), với tư cách giám tuyển
- Shadowlands (1993), với tư cách là Chủ tịch Ủy ban
- Home Away From Home (1994), với tư cách là hàng xóm
- Brighton Rock (2010), với tư cách là Mẹ Superior

## Truyền hình
- The Young Ones (1982/84), với tư cách là Người phụ nữ trên xe buýt (trong "Phá hủy") và mẹ của Vyvyan (trong các tập phim "Chán" và "Bệnh")
- Girls on Top (1985), chơi Yvonne (ba tập)
- Gia đình hạnh phúc (1985), chơi Warder
- Blackadder's Christmas Carol (1988), với tư cách là Bà. Làm trầy nó đi
- The Comic Strip Presents (1988), với vai Pauline Sneak trong tập "Didn You Kill My Brother?"
- Alexei Sayle's Stuff (1988)
- Red Dwarf (1989), như Barmaid trong " Backwards " (chưa được bàng nhận)
- Alas Smith và Jones (1990) (hai tập)
- 2 Point 4 Children (1992), chơi Babs trong tập "Hormones"
- The Young Indiana Jones Chronicles (1992), với vai Maisie Kemp trong tập "London, tháng 5 năm 1916"
- Desmond's (1992), với tư cách là Bà Martin trong tập "Mắt đỏ quá"
- Spender (1993), với vai trò Người phán xử trong tập "Thay đổi nhiều thứ hơn"
- Ghostwriter (1994), với vai Wise Rita (một tập)
- The Bill (1997), với vai bà Austin trong "Không dấu vết", Phần 13, Tập 136